# روب هارلي
روب هارلي (بالإنجليزية: Rob Harley)‏ هو لاعب اتحاد الرغبي بريطاني، ولد في 26 مايو 1990 في كرو (تشيشير) في المملكة المتحدة.

## وصلات خارجية
- روب هارلي عل موقع إسبنسكروم (الإنجليزية)
- روب هارلي على موقع ItsRugby.co.uk (الإنجليزية)